# 代頓藝術學院

代頓藝術學院（Dayton Art Institute）是位於美國俄亥俄州代頓市的美術博物館。代頓藝術學院（Dayton Art Institute）被評為美國兒童十大最佳藝術博物館之一，代頓藝術學院也名列北美所有藝術博物館的前3％。2007年，代頓藝術學院吸引了303,834名參觀者。

## 外部連結
- 官方网站